# 中国东方资产管理
中国东方资产管理股份有限公司，前身是中国东方资产管理公司。

## 歷史
中国东方资产管理原本是處理亞洲金融危機所成立的资产管理公司之一，最初是接收中国银行系统内的不良资产。但在2010年代已轉型為一間綜合投資管理公司。2018年，公司在股份制改革後引入新股東全國社保基金、中國電信集團、中國國新、上海電氣集團等六家公司。

## 控股公司
- 中华联合保险集团股份有限公司
- 大连银行股份有限公司[2]
- 东兴证券股份有限公司
- 中国东方资产管理（国际）控股有限公司
- 上海东兴投资控股发展有限公司
- 东方前海资产管理有限公司
- 东方邦信融通控股股份有限公司
- 东方金诚国际信用评估有限公司
- 大业信托有限责任公司
- 浙江融达企业管理有限公司

## 連結
- 官方网站